# Anja Butschkau

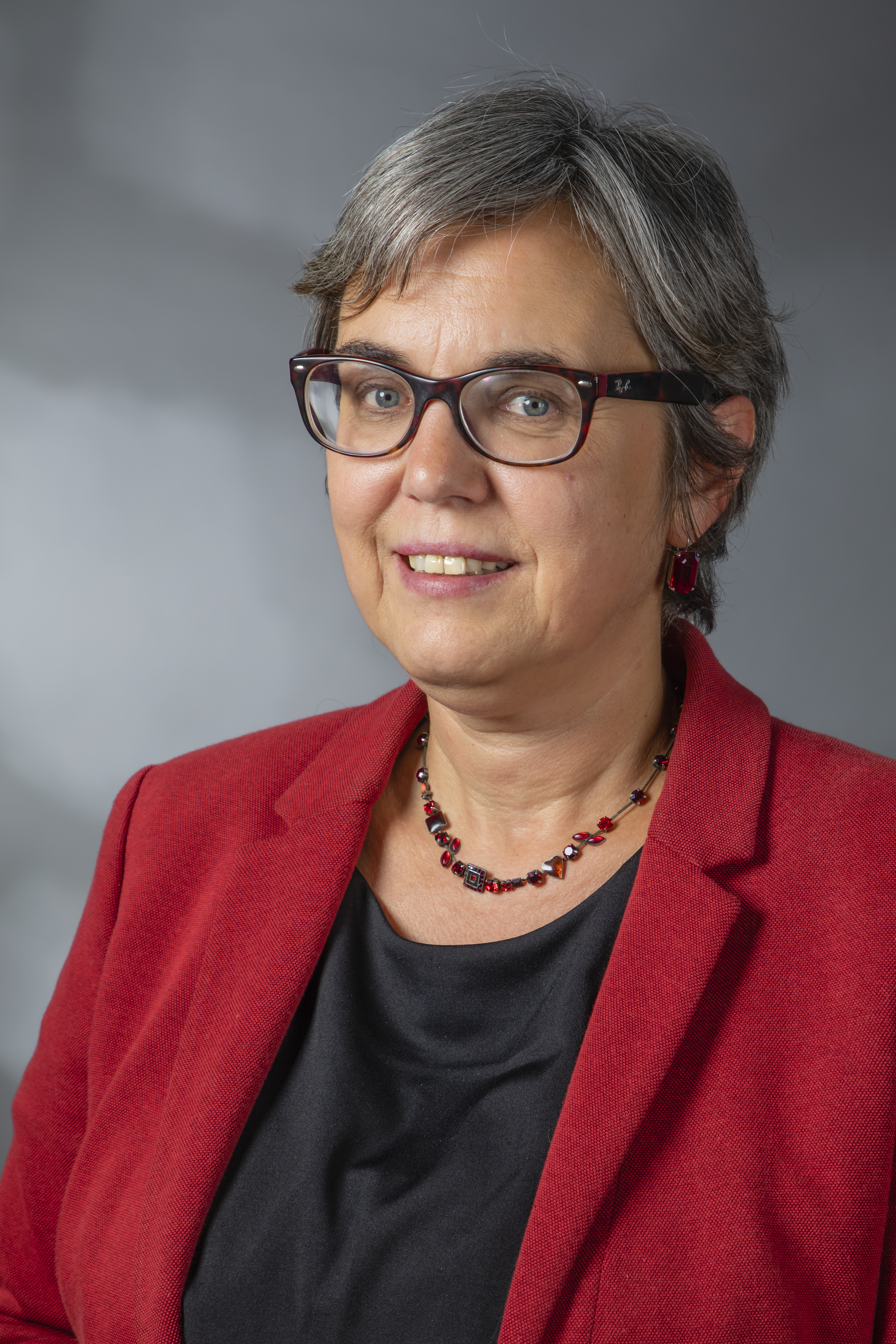
Anja Butschkau (2019)

Anja Butschkau (* 19. Februar 1966 in Wattenscheid) ist eine deutsche Politikerin der SPD. Sie ist seit 2017 Abgeordnete im Landtag von Nordrhein-Westfalen.

## Leben
Nach dem Abitur 1986 am Hellweg-Gymnasium in Bochum studierte Butschkau bis 1989 Soziale Arbeit an der Gesamthochschule Essen. Sie absolvierte ein Berufspraktikum der Sozialen Arbeit und schloss ihr Studium 1990 als staatlich anerkannte Diplom-Sozialarbeiterin ab. Im Anschluss nahm sie eine Tätigkeit bei der Arbeiterwohlfahrt auf und arbeitete als Eingliederungsberaterin im Jugendgemeinschaftswerk beim AWO-Kreisverband Bochum. Sie übernahm 1993 die Leitung des Jugendgemeinschaftswerks, wurde 1995 Leiterin der Abteilung „Soziale Dienste“ und war von 1998 bis 2008 Leiterin des Betriebs „Soziale Dienste“ im AWO-Kreisverband Bochum. Von 2003 bis 2008 fungierte sie als stellvertretende Geschäftsführerin im AWO-Unterbezirk Ruhr-Mitte. Von 2009 bis zu ihrem Einzug in den Landtag 2017 war sie als Leiterin des Bereichs Öffentlichkeitsarbeit und Verbandsbetreuung im AWO-Unterbezirk Dortmund tätig. Seit Februar 2020 ist sie Vorsitzende des AWO Unterbezirks Dortmund und folgt damit der verstorbenen Gerda Kieninger nach.
Anja Butschkau ist verheiratet und hat eine erwachsene Tochter.

## Politik
Butschkau ist seit 2001 Mitglied der SPD und seit 2014 stellvertretende Vorsitzende im SPD-Stadtbezirk Hombruch. Von 2014 bis 2017 gehörte sie der Bezirksvertretung in Dortmund-Hombruch an. Seit Januar 2018 ist sie Vorsitzende der Arbeitsgemeinschaft für Arbeit in der SPD Nordrhein-Westfalen.
Bei der Landtagswahl 2017 wurde Butschkau als Abgeordnete in den Landtag von Nordrhein-Westfalen gewählt. Sie gewann das Direktmandat im Wahlkreis 114 (Dortmund IV) mit 38,6 % der Erststimmen. In der 17. Wahlperiode war sie Mitglied des Ausschusses für Arbeit, Gesundheit und Soziales und des Ausschusses für Gleichstellung und Frauen sowie gleichstellungspolitische Sprecherin der SPD-Landtagsfraktion. Bei der Landtagswahl 2022 verteidigte sie das Direktmandat nach Stimmverlusten mit 34,0 % der Erststimmen.